# Ливингстон-колледж
Ли́вингстон-ко́лледж (англ. Livingston College) — один из колледжей Ратгерского университета в 1969—2007 годах. Кампус колледжа располагался в городе Пискатауэй, Нью-Джерси. В 2007 году на базе Ливингстон-колледжа и трёх других гуманитарных колледжей Ратгерского университета была создана Школа искусств и наук.
Ливингстон-колледж был основан в 1969 году, став первым колледжем с совместным обучением в Ратгерском университете. Колледж был назван в честь Уильяма Ливингстона, первого послеколониального губернатора штата Нью-Джерси. Колледж был создан в ответ на социально-политические изменения в США в 1960-е годы. В Ливингстон-колледже были открыты новые для Ратгерского университета кафедры журнализма, урбанистических исследований и городского планирования.

## Выпускники
- Эвери Брукс (1973) — актёр.
- Майкл Духайм (1995) — координатор президентской кампании Джона Маккейна.
- Эдди Джордан (1977) — баскетболист, тренер «Филадельфия Севенти Сиксерс».
- Маханидхи Свами (1975) — кришнаитский гуру.
- Фил Селлерс (1976) — баскетболист, выступавший за «Детройт Пистонс».
- Гарри Суэйн (1990) — игрок в американский футбол.
- Марк Хелиас (1974) — джаз-музыкант.